# Charles Nicolas Vergé
Charles Nicolas Vergé, comte du Taillis de Bûrglin, né le 7 décembre 1809 à Toul et mort le 30 juin 1893 à Versailles, est un général français, grand-croix de la Légion d'honneur.
Il participe activement à la conquête de l'Algérie, où il effectue la majeure partie de sa carrière, au sein de l'Armée d'Afrique. Lors de la guerre franco-allemande de 1870, il commande  une division et est fait prisonnier après la reddition de Metz le 28 octobre 1870.

## Biographie

### Famille
Charles Vergé est le fils d'Etienne Antoine Trinité Vergé (1775-1861), chirurgien major, et Marie Anne Gauthier (1787-1847). Le 30 juillet 1845, il épouse  Julie Sophie Marie Burglin. En 1874, il est autorisé à ajouter à son nom, le nom de famille de son épouse et de s'appeler Vergé du Taillis-Burglin. En 1886, il est créé comte.

### Carrière militaire

#### Conquête de l'Algérie (1831-1852)
Il entre au service le 30 décembre 1830 et aussitôt envoyé en Algérie. Il est affecté, comme sergent-major au 1er bataillon de zouaves, en mai 1831. 
Il étudie la langue des arabes et leurs coutumes, et s'engage dans le premier bureau arabe organisé par le capitaine d'état-major Aimable Pelissier. 
Le 8 février 1834,  il reçoit le brevet de sous-lieutenant à la légion étrangère et, le 29 juin 1835, passe aux spahis réguliers d'Alger.  
Il est promu lieutenant le 28 septembre 1835 puis capitaine le 10 juillet 1838.  
Du 20 novembre 1839 au 5 juin 1842, date à laquelle il est nommé chef de bataillon au 1er bataillon de tirailleurs indigènes, Vergé sert au 4e régiment de chasseurs d'Afrique, formé avec les «  chasseurs algériens » du commandant Yusuf.  
En 1848, il est promu lieutenant-colonel au 36e puis au 8e régiment d'infanterie.  
Le 28 septembre 1851, il prend le commandement du 27e régiment d'infanterie ; il quitte ensuite l'Algérie, après y avoir passé vingt-deux années sans interruption de janvier 1831 à février 1852. 

#### Guerre de Crimée
À la tête du 27e RI, il s'embarque pour la Crimée en 1854, et participe aux batailles de l'Alma et d'Inkerman. Le 10 janvier 1855, il est promu général de brigade, et commande, après la bataille de Malakoff et la prise de Sébastopol, par intérim, la 2e division du 20e corps d'armée. 

#### Campagne d'Italie (1859)
Il participe à la campagne d'Italie en 1859 (commandant la 1re brigade de la 3e division du IIIe corps de l'armée d'Italie). Le 7 mars 1861, il est nommé général de division.

#### Guerre de 1870
Il prend part à la guerre de 1870 au sein de l'armée du Rhin, au commandement de la 1re division du 2e corps du général Frossard. Il résiste ensuite à l'attaque des Prussiens lors de la bataille de Forbach-Spicheren. Il combat à la bataille de Rezonville et à la bataille de Saint-Privat. Il est fait prisonnier après la reddition de Metz le 28 octobre 1870. De retour de captivité, il prend  part à la répression  de la Commune de Paris en mai 1871 lors de la  semaine sanglante.

#### Dernières années
Il commande la division de Reims et  prend sa retraite à Versailles.
Il meurt le 30 juin 1893 à Versailles, âgé de 83 ans.

## Décorations

### Françaises
- Grand-croix de la Légion d'honneur ( 24 juin 1871)
  - Grand Officier le 31 octobre 1864
  - Commandeur le 9 avril 1854
  - Officier le 30 juin 1844, à la suite de l'expédition de Kabylie, où il a été cité deux fois à l'ordre de l'Armée au commandement du bataillon de tirailleurs algériens
  - Chevalier le 30 mai 1837, il est alors lieutenant aux spahis réguliers

### Étrangères
- 3e classe de l'ordre du Médjidié (Empire ottoman) en novembre 1855
- Chevalier compagnon de l'ordre du Bain (Angleterre) en avril 1856
- Valeur militaire de Sardaigne le 15 janvier 1857

## Citations
Comme sous-lieutenant à la légion étrangère, employé aux affaires arabes, il est cité pour la première fois à l'ordre de l'Armée à la suite du combat de Doura du 30 novembre 1834, où il a son cheval tué sous lui.
Il est cité ensuite en 1841, à la suite du combat autour de Miliana puis en 1842, dans l'Ouarsenis. 
En 1844, chef de bataillon aux tirailleurs algériens, il est cité à la suite du combat de Touagha, d'Ouareg Eddin en Kabylie sous les ordres du général Bugeaud. 
Le 7 juin 1855, il est cité à la prise du Mamelon Vert, sous les murs de Sébastopol.
En 1870, il est cité à l'armée du Rhin et, en 1871, au siège de Paris, après la Commune.

### Sources contemporaines
- [Malher 1895] Edmond Malher, Le général de division Vergé du Taillis-Bürglin, récit des vingt-deux premières années de sa vie militaire (1830-1852), Auteuil, 1895 (lire en ligne)

### Sources modernes
- Michel Wattel et Béatrice Wattel (préf. André Damien), Les Grand’Croix de la Légion d’honneur : De 1805 à nos jours, titulaires français et étrangers, Paris, Archives et Culture, 2009, 260 p. (ISBN 978-2-35077-135-9), p. 142.
- Dossier au Service Historique de la Défense : côte 7 YD 1396